# Alejandro de la Madrid
Alejandro de la Madrid (ur. 23 marca 1977 r. w Meksyku) – meksykański aktor telewizyjny, filmowy i sceniczny.

## Kariera
Jako aktor telewizyjny debiutował w drugiej połowie lat dziewięćdziesiątych, kiedy gościnnie pojawił się w takich serialach jak Tú y yo (1996) czy Salud, dinero y amor (1997). W latach 2001−2006 grał w telenoweli Mujer, casos de la vida real. W dramacie Sergio Tovara Velarde Cztery księżyce (2014) wystąpił jako zdesperowany homoseksualista Andrés. Wsławił się stałymi rolach w serialach El señor de los cielos (2014−2016) oraz El hotel de los secretos (2016).

## Wybrana filmografia
Filmy fabularne/krótkometrażowe
- 2009: El cártel jako oficer Solana
- 2014: Dos jako Francisco
- 2014: ¿Qué le dijiste a Dios? jako Hector
- 2014: Cztery księżyce (Cuatro lunas) jako Andrés

Seriale telewizyjne/internetowe
- 2001−2006: Mujer, casos de la vida real − różne role
- 2007: Bezwstydnice (Sin vergüenza) jako Rafael Valdez
- 2008−2009: Miłosny nokaut (Un gancho al corazón) jako Ricardo
- 2014−2016: El señor de los cielos jako Ignacio Miravalle
- 2016: El hotel de los secretos jako Alfredo Vergara